# Sinfonia n. 5 (Chávez)
La Sinfonia n. 5, chiamata anche Sinfonía para cuerdas (Sinfonia per Archi) è una composizione per orchestra d'archi di Carlos Chávez, composta nel 1953.

## Storia
La Quinta Sinfonia fu commissionata il 24 settembre 1952 dalla Fondazione Musica Koussevitsky e fu abbozzata in luglio e agosto 1953. Chávez la compose tutta per intero durante il mese di settembre, mentre viveva ad Acapulco, completando la bella copia della partitura il mese successivo. La partitura è dedicata alla memoria di Serge Koussevitzky e Natalie Koussevitsky. Fu eseguita la prima volta nella Royce Hall, Los Angeles, dall'Orchestra da Camera di Los Angeles, diretta dal compositore, il 1° o il 10 dicembre 1953.

## Strumentazione
Il lavoro è scritto per una tradizionale orchestra d'archi con violini I e II, viole, violoncelli e contrabbassi.

## Analisi
La Sínfonia è in tre movimenti:
1. Allegro molto moderato
2. Molto lento
3. Allegro con brio

In contrasto con il carattere romantico della Quarta Sinfonia, Chávez qui adotta un orientamento neoclassico. Ciò è particolarmente pronunciato nell'ultimo movimento, la cui struttura contrappuntistica conferisce un carattere decisamente barocco. Il primo movimento è nel tempo di 12/8 e in una sorta di tonalità minore. Lo stile del movimento assomiglia all'apertura dell'Allegro della Terza Sinfonia, anche se, naturalmente, senza il potente effetto di una grande orchestra.

## Discografia
- Carlos Chávez, Sinfonía n. 5 per Orchestra d'Archi; Paul Ben-Haim: Concerto per Archi, Op  40. The M-G-M Orchestra d'Archi; Izler Solomon, dirige LP recording (monaural). MGM E 3423. Los Angeles: MGM Records (a division of Metro-Goldwyn-Mayer, Inc.), [1957].
- The Six Symphonies of Carlos Chávez . Orchestra Sinfonica Nazionale del Messico; Carlos Chávez, dirige 3-LP set (stereo). CBS Masterworks 32 31 0002 (32 11 0020, 32 11 0022, 32 11 0024). New York: CBS, 1967.
- The Six Symphonies of Carlos Chávez. London Symphony Orchestra; Eduardo Mata, dirige un set di 3-LP (stereo). Vox Cum Laude 3D-VCL 9032. New York: Moss Music Group, 1983. Ripubblicato su 2-CD come Carlos Chávez: The Complete Symphonies. VoxBox2 CDX 5061. Hauppauge, NY: Moss Music Group, 1992.
- Blas Galindo, Sones de Mariachi; Silvestre Revueltas, Sensemayá; José Pablo Moncayo, Amatzinac; Salvador Contreras, Corridos; Carlos Chávez: Sinfonia n. 5. Orchestra Sinfonica Nazionale del Messico; Coro Nazionale del Messico; Enrique Arturo Diemecke, dirige Elena Durán, flauto; María Luisa Tamez, soprano. Registrazione CD, 1 disco musicale: digitale, stereo, 4¾ in. Sony Classical CDEC 471000. [Mexico City]: Sony Music Entertainment Mexico, 1994.